# Beatrycze Prowansalska
Beatrycze Prowansalska, fr. Béatrice de Provence, it. Beatrice di Provenza (ur. ok. 1229, zm. 23 września 1267) –  hrabina Prowansji i Forcalquier (1245-1267), hrabina Andegawenii i Maine (1247-1267), królowa Sycylii i Neapolu jako żona Karola I Andegaweńskiego z Neapolu.
Czwarta i najmłodsza córka Rajmunda Berengara IV, hrabiego Prowansji i Forcalquier i Beatrycze Sabaudzkiej, córki Tomasza I, hrabiego Sabaudii.

## Potomstwo Karola i Beatrycze
- Ludwik (1248)
- Blanka (1250–1269), żona Roberta III, hrabiego Flandrii
- Beatrycze (1252–1275), żona Filipa I, tytularnego cesarza łacińskiego
- Karol II Kulawy (1254–1309), król Neapolu
- Filip (1256–1277), tytularny król Tesaloniki
- Robert (1258–1265)
- Elżbieta lub Maria (1261–ok. 1300), żona Władysława IV Kumańczyka, króla Węgier.